# Черкізово (електродепо)
55°48′27″ пн. ш. 37°44′12″ сх. д. / 55.80750° пн. ш. 37.73667° сх. д.
Електродепо ТЧ-13 «Черкізово» (рос. Электродепо «Черки́зово») обслуговує Сокольницьку лінію Московського метрополітену з 24 червня 1990 . Розташовується на перегоні «Черкізовська» - «Вулиця Подбєльського», з одноколійним відгалуженням по 1-й колії в обидві сторони. З боку «Вулиці Подбельського» перед відгалуженням також розташований пошерсний з'їзд для перегону в депо потягів з 2-ї колії.

## Історія
В середині 1980-х років було прийнято рішення про будівництво депо «Черкізово» (ТЧ-13) через сильне перевантаження єдиного на той момент депо на лінії ТЧ-1 «Північне». У 1990-му році депо почало свою роботу. У депо передавалися вагони з депо «Північне», «Свіблово» типів Е, Ем508, Ем509, Еж, Еж1. У 1996—1999 роках у депо надходили нові вагони типу 81-717.5М/714.5М для заміни типів Еж, Еж1, Е, Ем508, Ем509  і до початку XXI століття оновлення рухомого складу депо і Сокольніцької лінії в цілому завершилося. Проте до липня 2013 року в депо зберігалося деяка кількість вагонів типів Е, Ем508, Ем509, Їж, Еж1, серед яких — вагони з колишнього вантажного складу депо, а також списані вагони з депо «Філі». Усі ці вагони в липні 2013 року були утилізовані в депо «Новогіреєво».

## Рухомий склад
| Типи вагонів                       | Роки        |
| ---------------------------------- | ----------- |
| Е, Ем-508, Ем-509, Еж, Еж-1        | 1990 — 1999 |
| 81-717.5М/714.5М                   | 1997 — 2020 |
| 81-765.4/766.4/767.4 «Москва-2019» | з 2019      |
| 81-765.4/766.4/767.4 «Москва-2019» | з 2020      |